# Mohamed Sid Ali Djouadi
Mohamed Sid Ali Djouadi (arab. ‏محمد سيد علي جوادي‎; ur. 13 grudnia 1951) – algierski lekkoatleta, olimpijczyk.

## Kariera
Wystąpił na Letnich Igrzyskach Olimpijskich 1972 w biegu na 800 m. Z wynikiem 1:50,4 zajął 5. miejsce w swoim wyścigu eliminacyjnym, odpadając tym samym z zawodów (był to 34. rezultat wśród 61 zawodników).
Ali Djouadi jest wielokrotnym medalistą imprez międzynarodowych. W 1975 roku został brązowym medalistą letniej uniwersjady w biegu na 800 m (1:50,19), przegrywając wyłącznie z Waldemarem Gondkiem i Pawłem Litowczenką. Na tym samym dystansie zdobył brąz Igrzysk Afrykańskich 1973 (1:48,70) i srebro Igrzysk Śródziemnomorskich 1975 (1:48,8). Na mistrzostwach Maghrebu zdobył indywidualnie pięć medali. W biegu na 400 m osiągnął trzy złote medale (1969, 1973, 1975), natomiast na dystansie dwukrotnie dłuższym wygrał w 1975 roku i zajął drugie miejsce w 1973 roku.
Indywidualnie osiągnął przynajmniej dwanaście tytułów mistrza kraju. Zdobył złote medale w biegu na 400 m (1968–1973), biegu na 800 m (1970, 1971, 1973), biegu na 1500 m (1975) i biegu na 400 m przez płotki (1970, 1973).
Rekordy życiowe: bieg na 800 m – 1:47,6 (1974), bieg na 1000 m – 2:19,0 (1975). Był siedmiokrotnym rekordzistą Algierii w biegach na 800 m i 1000 m.